# 吳慶坻
吳慶坻（1848年—1924年），字子脩、敬彊、子修，浙江錢塘縣人，清朝進士、清朝政治人物。

## 生平
出生於官宦世家，祖父吴振棫官至云南巡抚，父亲做过山西雁平兵备道。早年随祖父宦游四方，师从俞樾，光緒二年（1876年），鄉試中舉；光緒十二年（1886年），丙戌科進士及第。同年五月，改翰林院庶吉士。光緒十五年四月，散館，授翰林院編修，后升任國史館協修。光緒十七年，任順天鄉試同考官。光緒二十一年，任會典館畫圖處纂修、次年任會典館畫圖處幫總纂。光緒二十二年，任功臣館纂修。光緒二十三年，任四川學政。任內创设新式学堂，採購西学图书。光緒二十七年，任本衙門撰文。光緒二十八年，任政務處幫總辦；次年改雲南鄉試副考官、湖南學政。光緒三十一年，任政務處總辦、次年署理湖南提學使。光绪三十二年（1906年）东渡日本，考察学制。光緒三十三年，署湖南布政使、湖南提法使。宣統元年，任湖南提學使，创建稻田中学。任內从牙厘、矿务等局拨款，創办省校；又定捐为三路师范之用，创辦优级师范学堂。宣统三年（1911年）夏，乞老告归。
辛亥革命後，在上海以遺老自居，1916年秋，返杭州，長時間隐居于杭州，與馮煦、樊增祥等組“超社”、“逸社”。1924年殁于杭州学官巷。

## 著作
著有清末史料筆記《蕉廊脞錄》八卷，國闻、里乘、忠義、經籍、金石、書畫、嘉言、雑記。清亡，以殉國諸賢忠義不可沒，成《辛亥殉難記》。

## 家族
祖吳振棫。子吳士鑒。